# Alexandra Edebo
Alexandra Edebo (3 marzo 1996) è una sciatrice freestyle svedese, specializzata nello ski cross.

## Biografia
Originaria di Solna e attiva in gare FIS dal febbraio 2012, Alexandra Edebo ha debuttato in Coppa del Mondo l'11 febbraio 2017, giungendo 12ª nello ski cross a Idre Fjäll. Il 1⁰ febbraio 2020 ha ottenuto il suo primo podio nel massimo circuito, classificandosi 3ª a Megève, nella gara vinta dalla canadese Marielle Thompson. Il 15 dicembre dello stesso anno ha ottenuto la sua prima vittoria, imponendosi ad Arosa.
In carriera ha preso parte ad un'edizione dei Giochi olimpici invernali e a una dei Campionati mondiali di freestyle.

## Palmarès

### Coppa del Mondo
- Miglior piazzamento in classifica generale: 17ª nel 2020
- Miglior piazzamento nella Coppa del Mondo di ski cross: 5ª nel 2020
- 3 podi:
  - 1 vittoria
  - 1 secondo posto
  - 1 terzo posto

#### Coppa del Mondo - vittorie
| Data             | Località | Paese    | Specialità |
| ---------------- | -------- | -------- | ---------- |
| 15 dicembre 2020 | Arosa    | Svizzera | SX         |

Legenda:

SX = ski cross

### Mondiali juniores
- 1 medaglia:
  - 1 bronzo (ski cross a Valmalenco 2015)